# Poljanska Sora
Poljanska Sora auch Poljanščica (deutsch: Pöllander Zayer, Soura, Zager Bach) ist der Name eines der beiden Quellbäche der Sora, eines rechten Nebenflusses der Save im nordwestlichen Teil Sloweniens.

## Verlauf
Die Poljánska Sóra (auch Poljanščica) entspringt als kleiner Bach im nördlichen Teil des Rovtar-Gebirges, fließt zunächst nach Westen, wendet sich dann nach Norden, fließt an Žiri vorbei durch das kleinere Žiri-Becken und dann entlang eines schmalen Abschnitts des Poljanska dolina nach Gorenje vas. Von dort fließt sie nach Nordosten bis zur Vereinigung mit der Selška Sora in Škofja Loka.
Im flussaufwärts gelegenen Teil gibt es ein sehr verzweigtes Netz von Nebenbächen, vor allem von links: Rovtarska Sora, Črna, Žirovnica, Osojnica, Hobovščica, Kopačnica, von rechts Račeva. Flussabwärts vom Dorf Gorenje gibt es größere und längere rechte Zuflüsse (Brebovščica, Hotoveljščica, Sovpat, Bodoljski potok und Hrastnica), der einzige etwas größere linke Nebenbach ist die Ločivnica.

## Sehenswürdigkeiten und Aktivitäten
- Naturschwimmbäder in der Poljanska Sora auf visitskofjaloka.si
- Teufelbrücke zwischen Puštal und Škofja Loka